# ロイ・ボールティング
ロイ・ボールティング（Roy Boulting、1913年12月21日 - 2001年11月5日）は、イギリスの映画監督、脚本家・映画プロデューサー。やはり映画監督のジョン・ボールティングは双子の兄弟。

## 作品
- ミス・マープル/動く指
- ダニー・トラビス/ダウンタウン徹底抗戦２５時
- ダイヤモンド・ハンターズ
- これがピーター・セラーズだ!/艶笑・パリ武装娼館
- 二人だけの白い雪
- ツイステッド・ナーブ 密室の恐怖実験
- ふたりだけの窓
- ヘブンズ・アバーブ
- ピーター・セラーズの労働組合宣言!!
- 歩兵の前進
- 太陽に向って走れ
- たった一人の戦い
- 反逆
- 戦慄の七日間